# كهف جارستين
كهف جُارستين (بالكردية: شکە فتا چوار ستين) هو كهف يقع في مدينة كلي بمحافظة دهوك في كردستان العراق، يعد من أهم مواقع الاثرية في كردستان.

## التسمية
كلمة جارستين تتكون من كلمتين (باللغة الكردية) الأولى هي (جُار) وتعني رقم أربعة والثانية هي (ستين) أي عمود، والتي تشير تسمية الكهف إلى وجود أربعة أعمدة في الكهف.

## ترميم
قامت حكومة أقليم كردستان بترميم الكهف مرتين الأولى عام 1999 والثانية كانت عام 2013.